# Heteralonia suavipennis
Heteralonia suavipennis är en tvåvingeart som först beskrevs av Macquart 1850.  Heteralonia suavipennis ingår i släktet Heteralonia och familjen svävflugor. Inga underarter finns listade i Catalogue of Life.